# Villwock
Villwock ist ein deutscher Familienname, der erstmals 1537 im Zuge der Pommerschen Kirchenvisitationen in der damaligen Schreibweise Villewocke erwähnt wird. 

## Verbreitung

Relative Häufigkeit des Familiennamens VILLWOCK in Deutschland

Laut Geogen wurden in Deutschland 402 Einträge gefunden, die sich auf 162 verschiedene Landkreise aufteilen. Hochgerechnet auf die Gesamtbevölkerung sind etwa 1072 Namensträger zu erwarten. Damit tritt der Name normal häufig auf. (Stand Januar 2010)

## Namensträger
- Jan Villwock (* 1966), deutscher Basketballspieler
- Karl-Otto Villwock (1927–2017)[2]
- Maximilian Villwock[3] (* 1987), deutscher Regisseur, Drehbuchautor und Schauspieler
- Peter Villwock (* 1962), deutscher Literaturwissenschaftler
- Wolfgang Villwock (1930–2014), deutscher Ichthyologe